# Красновидово (Орловская область)
Красновидово — деревня в Залегощенском районе Орловской области России. Входит в состав Ломовского сельского поселения.

## География
Деревня находится в центральной части Орловской области, в лесостепной зоне, в пределах центральной части Среднерусской возвышенности, на левом берегу реки Неручи, на расстоянии примерно 17 км (по прямой) к юго-западу от посёлка городского типа Залегощь, административного центра района. Абсолютная высота — 202 м над уровнем моря.

### Часовой пояс
Деревня Красновидово, как и вся Орловская область, находится в часовой зоне МСК (московское время). Смещение применяемого времени относительно UTC составляет +3:00.

## Население
| 2010 |
| ---- |
| 0    |